# Timuridi
Timuridi (perzijsko تیموریان‎‎), ki so sami sebe imenovali Gurkani (perzijsko  گورکانیان‎‎, Gūrkāniyān), so bili sunitska muslimanska dinastija ali klan turško-mongolskega porekla. Timuridi so bili potomci ustanovitelja dinastije, emirja Timurlenka.
Beseda Gurkani izhaja iz besede gurkan, iranizirane različice mongolske besede kuraga, ki pomeni zet, ker so bili Timuridi priženjeni v Džingiskanovo rodbino. Na Timuride je imela močan vpliv perzijska kultura. Ustanovili so dva velika imperija: Timuridsko cesarstvo (1370-1507) s središčem v Perziji in Centralni Aziji in Mogulsko cesarstvo  (1526-1857) na Indijskem podkontinentu. 

## Izvor
Timuridska dinastija je izvirala iz ostankov mongolskega plemena Barlas, ki je služilo v vojski Džingiskana, ustanovitelja Mongolskega imperija. Po mongolski osvojitvi Centralne Azije so se Barlasi naselili v sedanjem južnem Kazahstanu od Šimkenta do Taraza in Alma Ate, ki je v svojem času  postal  znan kot Mogulistan – dežela Mongolov. V novi domovini so se v veliki meri pomešali z lokalnimi turškimi in turško govorečimi prebivalci, tako da so bili v Timurlenkovem času tako po jeziku kot po navadah popolnoma poturčeni.
Ko so za svojo vero privzeli islam, so se Turki in Mongoli v Centralni Aziji navzeli perzijske književnosti in visoke kulture, ki je v Centralni Aziji prevladovala od začetka islamskega vpliva. Perzijska književnost je bila eno od orodij za asimilacijo timuridske elite v perzijsko-islamsko dvorno kulturo.

## Vladarji Timuridske dinastije

### Timuridsko cesarstvo
| Uradni naziv | Lastno ime                                                 | Vladanje    |
| --- | ---------------------------------------------------------- | ----------- |
| Timur je vladal v Čagatajskem kanatu skupaj s Sujurgtamiš Kanom kot uradnim vladarjem in njegovim naslednikom Sultan Mahmud Kanom in privzel muslimanski arabski vladarski naslov emir. Kanat je s tem v bistvu prenehal obstajati in se pretvoril v Timuridsko cesarstvo. |                                                            |             |
| Emir امیر‎ Timurlenk تیمور لنگ‎ | Timur Beg Gurkani تیمور بیگ گورکانی‎                        | 1370 – 1405 |
| Emir امیر‎ | Pir Mohamed Bin Džahangir Mirza پیر محمد بن جہانگیر میرزا ‎ | 1405–1407   |
| Emir امیر‎ | Halil Sultan Bin Miran Šah خلیل سلطان بن میران شاہ‎         | 1405–1409   |
| Emir امیر‎ | Šahruh Mirza شاھرخ میرزا ‎                                  | 1405–1447   |
| Emir امیر‎ Ulug Beg الغ بیگ‎ | Mirza Mohamed Taragaj میرزا محمد طارق ‎                     | 1447–1449   |
| Delitev Timuridskega cesarstva |                                                            |             |

- Zelena barva označuje vladarje izvirnega Timuridskega cesarstva.

| Abdel Latif Mirza میرزا عبداللطیف ‎ Padarkuš (Očetov Morilec ) 1449 – 1450 | - Ala Ud Daulah Mirza Bin Bajsongor علاء الدولہ میرزا بن بایسنقر‎ ? - Mirza Abul Kasim Babur Bin Bajsongor میرزا ابوالقاسم بابر بن بایسنقر‎ 1449–1457 - Sultan Mohamed Bin Bajsongor سلطان محمد ابن بایسنقر ‎ 1447–1451 |
| Abdalah Mirza میرزا عبد اللہ‎ 1450 – 1451 | Mirza Abul Kasim Babur bin Bajsongor میرزا ابوالقاسم بابر بن بایسنقر‎ 1451–1457 |
| | Mirza Šah Mahmud میرزا شاہ محمود‎ 1457 |
| | Ibrahim Mirza Bin Alaud Daulah ابراھیم میرزا‎ 1457–1459 |
| Abu Said Mirza ابو سعید میرزا‎ (Čeprav je Abu Said Mirza s pomočjo uzbeškega poglavarja Abulhajr Kana ponovno združil večino timuridskega ozemlja v Centralni Aziji, je pristal, da bo Iran delil s turkmensko plemensko zvezo Kara Kojunlu (Črne ovce) pod Džanah Šahom. Turkmeni iz plemenske zveze Ak Kojunlu (Bele ovce) pod Uzun Hasanom so porazili in ubili najprej Džanah Šaha in nato Abu Saida. Po Abu Saidovi smrti je sledilo drugo drobljenje timuridskega ozemlja.) 1451–1469 | |
| ** Delitev Transoksanije | Sultan Husein Mirza Bajkarah سلطان حسین میرزا بایقرا‎ 1469 (1. vladanje) |
| | Jagdar Mohamed Mirza میرزا یادگار محمد‎ 1470 (6 tednov) |
| | Sultan Husein Mirza Bajkarah سلطان حسین میرزا بایقرا‎ 1470–1506 (2. vladanje) |
| | - Badi Al Zaman Mirza بدیع الزمان میرزا‎ 1506–1507 - Muzafar Husein Mirza مظفر حسین میرزا‎ 1506–1507 |
| | Uzbeki pod Mohamedom Šajbanijem osvojijo Herat |

- Abu Saidovi sinovi po očetovi smrti državo razdelijo na Samarkand, Buharo, Hisar, Balh, Kabul in Fargano.

| Sultan Ahmed Mirza سلطان احمد میرزا‎ 1469 – 1494 | Sultan Ahmed Mirza سلطان احمد میرزا‎ 1469 – 1494                                           | Sultan Ahmed Mirza سلطان احمد میرزا‎ 1469 – 1494                                           | Omar Šejk Mirza II. عمر شیخ میرزا ثانی‎ 1469 – 1494                                        | Sultan Mahmud Mirza سلطان محمود میرزا ‎ 1469 – 1495                                        | Ulug Beg Mirza II. میرزا الغ بیگ‎ 1469 – 1502              |                                                           |                                                           |                                                           |
| Sultan Bajsongor Mirza Bin Mahmud Mirza بایسنقر میرزا بن محمود میرزا‎ 1495 – 1497 | Sultan Ali Bin Mahmud Mirza سلطان علی بن محمود میرزا‎ 1495 – 1500                          | Sultan Masud Mirza Bin Mahmud Mirza سلطان مسعود بن محمود میرزا‎ 1495 – ?                   | Zahiruddin Mohamed Babur ظہیر الدین محمد بابر‎ 1494 – 1497                                 | Husroe Šah خسرو شاہ‎ (Usurper) ? – 1503                                                    | Mukim Beg Argun مقیم ارغون ‎ (Usurper) ? – 1504            |                                                           |                                                           |                                                           |
| Uzbeki pod Mohamedom Šajbanijem محمد شایبک خان ازبک‎ 1500–01 | Uzbeki pod Mohamedom Šajbanijem محمد شایبک خان ازبک‎ 1500–01                               | Uzbeki pod Mohamedom Šajbanijem محمد شایبک خان ازبک‎ 1500–01                               | Džahangir Mirza II. جہانگیر میرزا‎ (lutka Slltana Ahmeda Tambola) 1497 – ?                 | Zahiruddin Mohamed Babur ظہیر الدین محمد بابر‎ 1503 – 1504                                 | Zahiruddin Mohamed Babur ظہیر الدین محمد بابر‎ 1503 – 1504 | Zahiruddin Mohamed Babur ظہیر الدین محمد بابر‎ 1503 – 1504 | Zahiruddin Mohamed Babur ظہیر الدین محمد بابر‎ 1503 – 1504 | Zahiruddin Mohamed Babur ظہیر الدین محمد بابر‎ 1503 – 1504 |
| Uzbeki pod Mohamedom Šajbanijem Kan Uzbekom محمد شایبک خان ازبک‎ 1503–04 | Uzbeki pod Mohamedom Šajbanijem Kan Uzbekom محمد شایبک خان ازبک‎ 1503–04                   | Uzbeki pod Mohamedom Šajbanijem Kan Uzbekom محمد شایبک خان ازبک‎ 1503–04                   | Uzbeki pod Mohamedom Šajbanijem Kan Uzbekom محمد شایبک خان ازبک‎ 1503–04                   | Uzbeki pod Mohamedom Šajbanijem Kan Uzbekom محمد شایبک خان ازبک‎ 1503–04                   | Zahiruddin Mohamed Babur ظہیر الدین محمد بابر‎ 1504 – 1511 |                                                           |                                                           |                                                           |
| Zahiruddin Mohamed Babur ظہیر الدین محمد بابر‎ (Do osvojitve Indije Baburjeve posesti nikoli niso bile tako obsežne. Baburju je, podobno kot njegovemu staremu očetu Abu Saidu, uspelo s pomočjo iranskega šaha Ismaila I. ponovno združiti jedro timuridskih posesti v Centralni Aziji. Njegova država je segala do Kaspijskega jezera in Urala in zajemala Kabul, Gazni, Kunduz, Hisar, Samarkand, Buharo, Taškent in Seiram.) 1511 – 1512 |                                                                                           |                                                                                           |                                                                                           |                                                                                           |                                                           |                                                           |                                                           |                                                           |
| Uzbeki pod Ubajdaluh Sultanom عبید اللہ سلطان‎ ponovno osvojijo Transoksanijo in Balh 1512 | Uzbeki pod Ubajdaluh Sultanom عبید اللہ سلطان‎ ponovno osvojijo Transoksanijo in Balh 1512 | Uzbeki pod Ubajdaluh Sultanom عبید اللہ سلطان‎ ponovno osvojijo Transoksanijo in Balh 1512 | Uzbeki pod Ubajdaluh Sultanom عبید اللہ سلطان‎ ponovno osvojijo Transoksanijo in Balh 1512 | Uzbeki pod Ubajdaluh Sultanom عبید اللہ سلطان‎ ponovno osvojijo Transoksanijo in Balh 1512 | Zahiruddin Mohamed Babur ظہیر الدین محمد بابر‎ 1512 – 1530 |                                                           |                                                           |                                                           |
| Timuridsko cesarstvo v Centralni Aziji začne pod uzbeškim Buharskim kanatom ugašati. Timuridska dinastija pod Baburjem se je leta 1526 preusmerila na osvajanje Indije in ustanovila indijsko Mogulsko dinastijo. |                                                                                           |                                                                                           |                                                                                           |                                                                                           |                                                           |                                                           |                                                           |                                                           |

### Mogulsko cesarstvo
| Cesar             | Datum rojstva    | Vladanje             | Datum smrti       | Opombe |
| ----------------- | ---------------- | -------------------- | ----------------- | --- |
| Babur             | 23. februar 1483 | 1526–1530            | 26. december 1530 | Babur je bil po materini strani neposreden Džingiskanov potomec, po očetovi strani pa neposreden Timurjev potomec. Po prvi bitki pri Panipatu (1526) in bitki pri Hanui (1527) je ustanovil Mogulsko cesarstvo. |
| Humajun           | 6. marec 1508    | 1530–1540            | januar 1556       | Njegovo vladavino je prekinilo Sursko cesarstvo. Zaradi mladosti in neizkušenosti je bil manj učinkovit vladar kot uzurpator Šer Šah Suri. |
| Šer Šah Suri      | 1472             | 1540–1545            | maj 1545          | Odstavil je Humajuna in ustanovil Sursko cesarstvo. |
| Islam Šah Suri    | okrog 1500       | 1545–1554            | 1554              | Drugi in zadnji vladar Surskega cesarstva. Zahteve njegovih sinov Sikandarja in Adil Šaha je preprečil Humajun in ponovno zasedel mogulski prestol. |
| Humajun           | 6. marec 1508    | 1555–1556            | januar 1556       | Med drugo vladavino je bil bolj učinkovit kot med prvo. Združil je kraljestvo za svojega sina Akbarja. |
| Akbar             | 15. oktober 1542 | 1556–1605            | 27. oktober 1605  | Akbar in Bajram Kan sta v drugi bitki pri Panipatu (1556) porazila hinujskega cesarja Hemuja in uspešno oblegala Čitorgarh (1567) in Rantambore (1568). Cesarstvo je postopoma razširil. Akbar se šteje za najsijajnejšega vladarja Mogulskega cesarstva, ker je vzpostavil več državnih institucij. Poročen je bil z radžputsko princeso Mariam Uz Zamani. Ena od njegovih najslavnejših zgradb je Lahorska trdnjava. |
| Džahangir         | oktober 1569     | 1605–1627            | 1627              | Džahangir je bil prvi vladar, ki se je uprl svojemu očetu. Vzpostavil je prve stike z Britansko vzhodnoindijsko družbo. Bil je alkoholik, zato je bila realna oblast v rokah njegove žene, kompetentne cesarice Nur Džahan. |
| Šah Džahan        | 5. januar 1592   | 1627–1658            | 1666              | Med njegovo vladavino sta umetnost in arhitektura dosegli svoj višek. Zgradil je Tadž Mahal, Veliko mošejo v Delhiju, Rdečo trdnjavo, Džahangirski mavzolej in Šalimarske vrtove v Lahoreju. Sin Aurangzeb ga je odstavil. |
| Aurangzeb         | 21. oktober 1618 | 1658–1707            | 3. marec 1707     | Zahteval je, da se na novo raztolmači islamsko pravo in zahteval, da se v zakoniku Fatava Al Alamgiri zberejo vsi obstoječi zakoni. Osvojil je rudnike diamantov Golgondskega sultanata. Večji del zadnjih 27 let vladavine je preživel v vojni z maratskimi uporniki in razširil cesarstvo na njegov največji obseg. V velikem delu njegovega obsežnega cesarstva so vladali Mansabdarji, ki so po njegovi smrti začeli ogrožati cesarstvo. Znan je po tem, da je v svojem lastnem kaligrafskem slogu prepisal Koran. Umrl je na pohodu proti razdiralnim Maratom v Dekanu. |
| Bahadur Šah I.    | 14. oktober 1643 | 1707–1712            | februar 1712      | Med njegovo vladavino so se v cesarstvu prvič začeli nekontrolirani upori. Po njegovi smrti je začelo cesarstvo postopoma propadati, predvsem zaradi pomanjkanja vodstvenih sposobnosti nekaj njegovih neposrednih naslednikov. |
| Džahandar Šah     | 1664             | 1712–1713            | februar 1713      | Nepriljubljen in nekompetenten vladar. |
| Furuksijar        | 1683             | 1713–1719            | 1719              | Njegovo vladavino je zaznamoval vpliv manipulativnih bratov Sajid in usmrtitev upornega Banda Singa Bahadurja. Leta 1717 je s fermanom podelil Britanski vzhodnoindijski družbi pravico, da brez dajatev svobodno trguje v Bengaliji. Bengalski vladar Muršid Kuli Kan je ferman zavrnil. |
| Rafi Ul Dardžat   | ni znano         | 1719                 | 1719              | |
| Rafi Ud Daulat    | ni znano         | 1719                 | 1719              | |
| Nikusijar         | ni znano         | 1719                 | 1743              | |
| Mohamed Ibrahim   | ni znano         | 1720                 | 1744              | |
| Mohamed Šah       | 1702             | 1719–1720, 1720–1748 | 1748              | Znebil se je bratov Sajed. Poskušal je preprečiti vzpon Maratov, vendar je njegovo cesarstvo razpadlo. Leta 1739 ga je napadel perzijski Nadir Šah. |
| Ahmed Šah Bahadur | 1725             | 1748–54              | 1775              | |
| Alamgir II.       | 1699             | 1754–1759            | 1759              | Cesarja sta umorila njegov vezir Gazi Ud Din Kan in njegov maratski pomagač Sadašivrao Bhau. |
| Šah Džahan III.   | ni znano         | In 1759              | 1772              | Na prestol je zaradi zapletov v Delhiju prišel z dekretom s pomočjo Imada Ul Mulka. Kasneje so ga maratski serdarji odstavili. |
| Šah Alam II.      | 1728             | 1759–1806            | 1806              | Za mogulskega cesarja so ga razglasili Marati. Kasneje ga je po tretji bitki pri Panipatu leta 1761 za mogulskega cesarja ponovno priznal tudi Ahmed Šah Durani. Leta 1764 je združene sile mogulskega cesarja, Navaba Outskega, Navaba Bengalskega in Biharskega v bitki pri Buksarju porazila Vzhodnoindijska družba. Šah Alam II. je po porazu odšel iz Delhija v Alahabad in z Alahabadskim mirovnim sporazumom leta 1765 prekinil sovražnosti. Mahadadži Šinde ga je leta 1772 ponovno postavil na delhijski prestol pod zaščito Maratasov. Cesar je bil samo de iure. Med njegovo vladavino je Britanska vzhodnoindijska družba leta 1793 razpustila Nizamat (mogulsko suverenost) in sama prevzela oblast v nekdanji mogulski provinci Bengaliji, kar je pomenilo začetek uradne britanske vladavine v delih vzodne Indije. |
| Akbar Šah II.     | 1760             | 1806–1837            | 1837              | Po porazu Maratov v tretji angleško-maratski vojni je postal britanski upokojenec. Pod pokroviteljstvom Vzhodnoindijske družbe je bilo njegovo ime po kratkem sporu umaknjeno z uradnih kovancev. |
| Bahadur Šah II.   | 1775             | 1837–1857            | 1862              | Zadnjega mogulskega cesarja je Vzhodnoindijska družba po vojni leta 1857 in padcu Delhija leta 1858 odstavila in izgnala v Burmo. Njegova smrt je pomenila konec Mogulske dinastije. |